# قنجر قاتم
قنجر قاتم (الاسم العلمي: Conger erebennus) هو نوع من الأسماك يتبع جنس القنجر من الفصيلة القنجرية.